# Pabonka
Pustelnia Pabonka (tybet. Pha bong kha) – klasztor buddyjski, najważniejsza i największa pustelnia klasztoru Sera. Znajduje się na północnych przedmieściach Lhasy, Tybetański Region Autonomiczny, Chiny.
Jest to prawdopodobnie jeden z najstarszych klasztorów Lhasy, starszy niż Dżokhang i Ramocze. Jego fundatorem był w VII wieku król Songcen Gampo na miejscu wcześniej istniejącej twierdzy. Było to od początku miejsce medytacji i odosobnień najważniejszych osób w Tybecie (król Trisong Decen, Guru Rinpocze, twórca alfabetu tybetańskiego Thonmi Sambhota, Congkhapa oraz liczni dalajlamowie). Pabonka została zburzona przez króla Langdarmę w 841 r. i przebudowana w XI wieku. Mieściła wówczas 200 mnichów. Do 1959 r. Pabonka była niezależnym klasztorem. Po zniszczeniach rewolucji kulturalnej została odbudowana przez klasztor Sera i od tej pory mu podlega. Wyposażenie Pabonki jest w większości oryginalne, gdyż mnisi ukryli je przed zniszczeniami w 1959 r. Najważniejszy posąg kultowy w klasztorze to rzekomo samoistnie utworzona w skale figura Czenreziga. Na piętrze znajdują się pokoje dalajlamów (od V do obecnego XIV). W kaplicach można zobaczyć liczne cenne dary wotywne pielgrzymów. Niedaleko klasztoru znajduje się 108 czortenów oraz miejsce tradycyjnych pogrzebów powietrznych.